# Trstenik, Ormož
Trstenik je naselje v Občini Ormož. Ustanovljeno je bilo leta 2007 iz dela ozemlja naselja Mihalovci. Leta 2015 je imelo 34 prebivalcev.